# G8+5
G8+5 là một nhóm các nhà lãnh đạo chính phủ từ các quốc gia G8 (Canada, Pháp, Đức, Ý, Nhật, Nga, Anh và Hoa Kỳ) và lãnh đạo chính phủ từ 5 nền kinh tế đang nổi (Brasil, Trung Quốc, Ấn Độ, México và Nam Phi).